# Kickxia
Kickia es un género con  especies de plantas de flores perteneciente a la familia Scrophulariaceae. 
La mayoría de las especies son nativas de Europa, pero dos especies, K. elatiney K. spuria son bien conocidos en otros lugares como malas hierbas invasoras. 
El género Kickxia  fue nombrado en honor del profesor de botánica belga Kickx JJ.

## Especies seleccionadas
- Kickxia abhaica
- Kickxia cirrhosa
- Kickxia commutata
- Kickxia elatine
- Kickxia incana
- Kickxia lanigera
- Kickxia papillosa
- Kickxia spuria

- Datos: Q161474
- Multimedia: Kickxia / Q161474
- Especies: Kickxia